# العلاقات السنغالية الإثيوبية
العلاقات السنغالية الإثيوبية هي العلاقات الثنائية التي تجمع بين السنغال وإثيوبيا.

## مقارنة بين البلدين
هذه مقارنة عامة ومرجعية للدولتين:
| وجه المقارنة                                              | السنغال                                              | إثيوبيا                        |
| --------------------------------------------------------- | ---------------------------------------------------- | ------------------------------ |
| المساحة (كم2)                                             | 196.72 ألف                                           | 1.10 مليون                     |
| عدد السكان (نسمة)                                         | 15.85 مليون                                          | 104.96 مليون                   |
| الكثافة السكانية (ن./كم²)                                 | 80.57                                                | 95.42                          |
| العاصمة                                                   | داكار                                                | أديس أبابا                     |
| اللغة الرسمية                                             | لغة فرنسية، اللغة الولوفية، باديارا ‏، اللغة البلنتية | اللغة الأمهرية                 |
| العملة                                                    | فرنك غرب أفريقي                                      | بير إثيوبي                     |
| الناتج المحلي الإجمالي (بليون دولار)                      | 16.37 مليار                                          | 80.56 مليار                    |
| الناتج المحلي الإجمالي (تعادل القوة الشرائية) بليون دولار | 36.62 مليار                                          | 161.90 مليار                   |
| الناتج المحلي الإجمالي الاسمي للفرد دولار أمريكي          | 899                                                  | 619                            |
| الناتج المحلي الإجمالي للفرد دولار أمريكي                 | 2.33 ألف                                             | 1.50 ألف                       |
| مؤشر التنمية البشرية                                      | 0.466                                                | 0.442                          |
| رمز المكالمات الدولي                                      | +221                                                 | +251                           |
| رمز الإنترنت                                              | .sn                                                  | .et                            |
| المنطقة الزمنية                                           | 00                                                   | ت ع م+03:00، توقيت شرق أفريقيا |

## منظمات دولية مشتركة
يشترك البلدان في عضوية مجموعة من المنظمات الدولية، منها:
| علم المنظمة | اسم المنظمة                                                | تاريخ انضمام السنغال | تاريخ انضمام إثيوبيا |
| ----------- | ---------------------------------------------------------- | -------------------- | -------------------- |
|             | الاتحاد البريدي العالمي                                    | ?                    | ?                    |
|             | مؤسسة التنمية الدولية                                      | 31 أغسطس 1962        | 11 أبريل 1961        |
|             | منظمة حظر الأسلحة الكيميائية                               | ?                    | ?                    |
|             | الأمم المتحدة                                              | 28 سبتمبر 1960       | 13 نوفمبر 1945       |
|             | الاتحاد الأفريقي                                           | ?                    | ?                    |
|             | وكالة ضمان الاستثمار متعدد الأطراف                         | 12 أبريل 1988        | 13 أغسطس 1991        |
|             | منظمة الشرطة الجنائية الدولية                              | ?                    | ?                    |
|             | مؤسسة التمويل الدولية                                      | 31 أغسطس 1962        | 20 يوليو 1956        |
|             | مجموعة دول أفريقيا والكاريبي والمحيط الهادئ                | ?                    | ?                    |
|             | البنك الدولي للإنشاء والتعمير                              | 31 أغسطس 1962        | 27 ديسمبر 1945       |
|             | الاتحاد الدولي للاتصالات                                   | 15 نوفمبر 1960       | 20 فبراير 1932       |
|             | البنك الإفريقي للتنمية                                     | ?                    | ?                    |
|             | العملية المشتركة للاتحاد الأفريقي والأمم المتحدة في دارفور | ?                    | ?                    |
|             | الفريق المعني برصد الأرض                                   | ?                    | ?                    |
|             | يونسكو                                                     | 10 نوفمبر 1960       | 1 يوليو 1955         |

## وصلات خارجية
- موقع وزارة الخارجية السنغالية
- موقع وزارة الخارجية الإثيوبية